# 三角みづ紀
三角 みづ紀（みすみ みづき、1981年4月18日 - ）は、日本の詩人。鹿児島県鹿児島市出身。北海道札幌市在住。東京造形大学造形学部視覚伝達学科卒業。

## 略歴
- 鹿児島市立城西中学校在学中に毎日中学生新聞にて、1クール大賞という写真の賞を受賞する。そこから戦場カメラマンになることを夢見るも、鹿児島県立武岡台高等学校を経て、映像の道へ進む。東京造形大学の卒業制作においては、ZOKEI賞を受賞する。詩の投稿サイト文学極道に詩を投稿していた。
- 2001年、膠原病の全身性エリテマトーデスを発症。奄美大島における療養中に、12歳から始めていた詩作を投稿するようになり、2年にわたる投稿の後、2004年に現代詩手帖にて第42回現代詩手帖賞を受賞する。同年、処女詩集「オウバアキル」を刊行、第10回中原中也賞を受賞する[4]。
- 2006年、ステロイド剤の副作用による大腿骨骨頭壊死による右下肢機能障害を負う。同年刊行の第二詩集「カナシヤル」においては、第18回歴程新鋭賞、2006年度南日本文学賞を受賞する。
- 2008年、第三詩集「錯覚しなければ」を刊行。
- 2009年、講談社Birthにて初の小説作品『骨、家へかえる』を刊行。
- 2010年、音楽と朗読のアルバム『悪いことしたでしょうか』をリリース。
- 2013年、新藤凉子・河津聖恵との連詩集『連詩 悪母島の魔術師』で第51回藤村記念歴程賞を受賞する。
- 2014年、第五詩集「隣人のいない部屋」で第22回萩原朔太郎賞を最年少受賞する[5]。
- 2016年、南日本新聞での詩壇の選をはじめる。
- 2017年、南日本文学賞選考委員になる。
- 2018年、北海道新聞にて「道内文学・詩」を担当する。
- 2020年、Velladon x 三角みづ紀で初のフルアルバム「Love Letter」をリリース。

## 作品

### 詩集
- オウバアキル（2004年、思潮社）
- カナシヤル（2006年、思潮社）
- 錯覚しなければ（2008年、思潮社）
- はこいり（2010年、思潮社）
- 悪母島の魔術師（新藤凉子、河津聖恵共著、2013年、思潮社）
- Kindle詩集「夜の分布図」（2013年、 [Kindle版]）
- 隣人のいない部屋（2013年、思潮社）
- 現代詩文庫 三角みづ紀詩集（2014年、思潮社）
- 舵を弾く（2015年、思潮社）
- よいひかり（2016年、ナナロク社）
- どこにでもあるケーキ（2020年、ナナロク社）

### 絵本
- あした、せかいが（絵：青山健一 / 2012年、書肆侃侃房）

### 小説
- 骨、家へかえる（2009年、講談社Birth）

### 随筆
- とりとめなく庭が（2017年、ナナロク社）

### 映像
- 東京心中（2006年） - ZOKEI賞受賞
- 窓際の白い花が一刻もはやく枯れますように!（2008年）
- 彼によろしく（2008年）

### アルバム
- 悪いことしたでしょうか（2010年） - 三角みづ紀ユニット
- 幻滅した（2011年） - 三角みづ紀ユニット
- おしまいと温度（2012年） - 三角みづ紀＋瀬戸尚幸